# Eolit
Eoliter är en benämning på flintstycken som ger intryck av att vara bearbetade och har återfunnits i avlagringar från tertiär och tidig kvartär tid. 
Eoliter har hittats på en rad platser i västra, mellersta och södra Europa, men är även kända från andra världsdelar. Den förste som 1865 riktade uppmärksamheten på eoliterna var den franske arkeologen abbé Bourgeois. Han ansåg dem vara avsiktligt formade redskap och bevis för människans existens under tertiärtiden. Av hans efterföljare märks belgaren Aimé Rutot, eoliternas ivrigaste förkämpe vid sekelskiftet, som gjorde ett kronologiskt system för "eolit-tiden". De flesta arkeologer ställde sig redan i början av 1900-talet avvisande till teorierna, och de är idag sedan länge avfärdade av den arkeologiska vetenskapen.
Det har visats, att liknade stenar kunnat skapas av naturen genom olika slags påverkan på den lätt kluvna flintan.